# Max Imhof (Landrat)
Max Imhof (* 21. Januar 1883 in Landshut; † im 20. Jahrhundert) war ein deutscher Landrat.

## Leben
Nach dem Abitur absolvierte Max Imhof ein Studium der Rechtswissenschaften an der Ludwig-Maximilians-Universität München (dort Mitglied der Studentenverbindung AGV München) und der Friedrich-Alexander-Universität Erlangen-Nürnberg. Nach der ersten juristischen Staatsprüfung folgte der dreijährige Vorbereitungsdienst (Referendariat).
1909 legte er das Große juristische Staatsexamen ab und wurde Regierungsakzessist. Zum 1. Juli 1917 kam er als Assessor zum Bezirksamt Haßfurt. Seine Ernennung zum Regierungsrat fiel auf den 1. April 1927. Am 1. Dezember 1933 wurde er Bezirksamtsvorstand (ab 1939 Landrat) des Bezirksamtes Wegscheid (ab 1939 Landkreis Wegscheid). Vom 1. Juli 1942 an war er zur Bezirksregierung Troppau im Reichsgau Sudetenland abgeordnet. Im Mai 1945 wurde er seiner Ämter enthoben und entlassen.
Zum 1. Dezember 1949 wurde Imhof bei gleichzeitiger Versetzung in den Ruhestand wieder in den Dienst eingestellt. Über ein Entnazifizierungsverfahren gibt die Quellenlage keine Aufschlüsse.
Max Imhof war zum 1. Mai 1933 in die NSDAP eingetreten (Mitgliedsnummer 3.615.805) und dort Kreisstellenleiter/Kreishauptstellenleiter.